# Hermann Julius Grüneberg

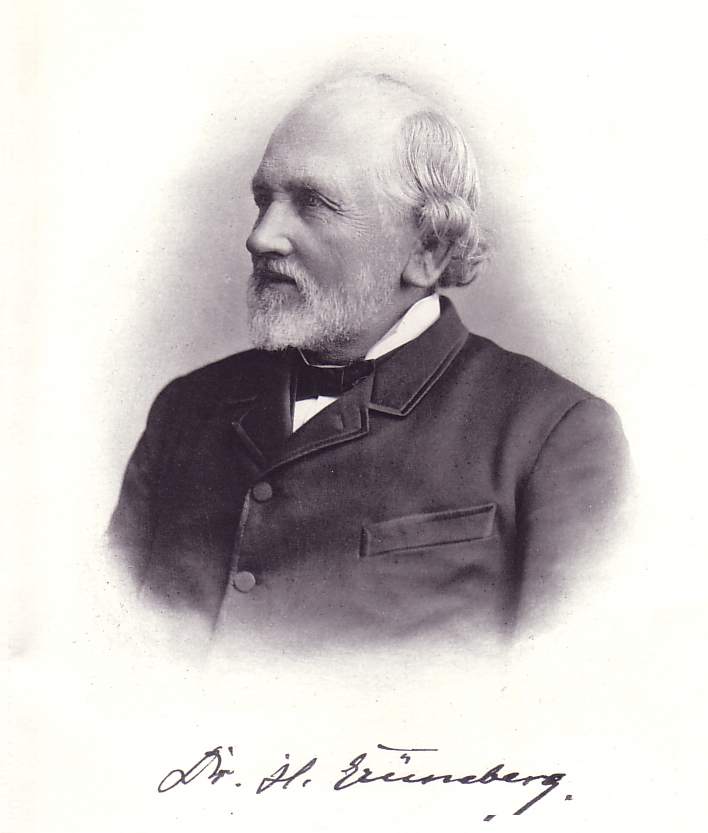
Hermann Julius Grüneberg.

Hermann Julius Grüneberg (11 tháng 4, 1827 – 7 tháng 6, 1894) là một nhà hoá học và phát minh người Đức. Ông cùng với Julius Vorster đã sáng lập nên nhà máy hoá chất Chemische Fabrik Kalk.

## Tiểu sử
Grüneberg sinh ngày 11 tháng 4, 1827 tại Stettin, tỉnh Pomerania, nước Phổ, nay là Szczecin, thành phố thủ phủ của tỉnh Tây Voivod Pomeran của Ba Lan. Ông là con trai thứ hai trong số sáu người con của bậc thầy làm đàn organ August Wilhelm Grüneberg và phu nhân Caroline Henriette née Breslich từ Kamień Pomorski. Một trong số anh em của ông, Barnim Grüneberg, đã nối nghiệp cha theo nghề làm đàn organ. Ông mất ngày 7 tháng 6, 1894 tại Cologne, Đế quốc Đức, nơi ông được mai táng tại nghĩa trang Melaten.

## Di sản
Trường Grüneberg, và một con phố có tên Grünebergstraße, tại Kalk, một quận của thành phố Cologne, được đặt theo tên của ông.

## Tiểu sử
- Dornheim, Andreas (2006), Walther Brügelmann (biên tập), Forschergeist und Unternehmermut — Der Kölner Chemiker und Industrielle Hermann Julius Grüneberg (1827–1894) (bằng tiếng Đức), Köln: Böhlau Verlag, ISBN 3-412-03006-6{{Chú thích}}:  Quản lý CS1: ngôn ngữ không rõ (liên kết)